# American Horror Story
American Horror Story é uma série de televisão estadunidense antológica dos gêneros horror, suspense, drama e slasher criada e produzida por Ryan Murphy e Brad Falchuk para o canal de assinatura FX. A série apresenta cada temporada com uma história independente, seguindo um conjunto diferente de personagens e ambientações distintas no mesmo universo ficcional e um enredo com seu próprio "início, meio e fim". Alguns elementos da trama de cada temporada são vagamente inspirados em eventos reais. Muitos atores aparecem em mais de uma temporada, muitas vezes interpretando um novo personagem. Evan Peters, Sarah Paulson e Lily Rabe retornaram com mais frequência, cada um aparecendo em nove de doze temporadas, seguidos por Frances Conroy e Denis O'Hare, que aparecem em oito, enquanto Emma Roberts, Billie Lourd e Leslie Grossman  aparecem em seis. Outros atores notáveis como Jessica Lange, Kathy Bates, Angela Bassett, Adina Porter, Finn Wittrock e Jamie Brewer aparecem em cinco das doze temporadas.
A primeira temporada, Murder House, é centrada na família Harmon, que se mudam para uma mansão restaurada em Los Angeles, Califórnia, sem saber que a casa é assombrada pelos seus antigos habitantes. A segunda temporada, Asylum, ocorre no ano de 1964 em Massachusetts e segue as histórias dos pacientes, médicos e freiras em uma instituição para criminosos insanos. A terceira temporada, Coven, se passa na cidade de Nova Orleans, Luisiana, e exibe os acontecimentos modernos em um clã de bruxas originadas de Salém que lutam pela sobrevivência. A quarta temporada, Freak Show, trata-se de um espetáculo de aberrações em um circo na cidade estranha de Jupiter, Flórida, em 1952. A quinta temporada, Hotel, é ambientada em um hotel macabro chamado Cortez, onde diversos crimes rondam o lugar. A sexta temporada, Roanoke, se passa na ilha de Roanoke, Carolina do Norte, durante os anos de 2014–2016, e se concentra nos eventos paranormais e assassinatos que ocorrem em uma casa isolada em uma floresta. A sétima temporada, Cult, se passa na cidade fictícia de Brookfield Heights, em Michigan, época da eleição presidencial dos Estados Unidos em 2016, que inspira a criação de uma religião aterrorizante. A oitava temporada, Apocalypse, se passa na Califórnia, e marca o retorno das bruxas de Coven, que lutam contra o Anticristo, Michael Langdon, na tentativa de impedir uma explosão nuclear. A nona temporada, 1984, é ambientada no ano-título em Los Angeles, no fictício Acampamento Redwood, onde um grupo de amigos e funcionários do local serão aterrorizados pelo serial killer Sr. Jingles, além de fazer homenagens aos filmes de terror slasher e de assassinatos gore da década de 1980. A décima temporada, Double Feature, foi lançada com duas histórias diferentes, sendo a primeira parte, Red Tide, focada em uma família que se muda para Provincetown, Massachusetts, e eventos sinistros acontecem envolvendo criaturas marinhas sangrentas; enquanto Death Valley aborda os experimentos secretos do governo americano em relação a alienígenas e ufologia. A décima primeira temporada, NYC, se passa na cidade de Nova York nos anos 80, e se concentra em uma série de assassinatos envolvendo homens gays, bem como no surgimento de um novo vírus. A décima segunda temporada, Delicate, segue uma atriz que, ao tentar engravidar, acredita ter se tornado vítima de uma conspiração sinistra.
American Horror Story tem sido bem recebida pelos críticos de televisão e fãs. O elenco é geralmente elogiado, especialmente Jessica Lange e Sarah Paulson. A série atrai sistematicamente altos índices de audiência para a rede americana FX, com sua primeira temporada sendo a maior nova série do serviço de televisão por assinatura de 2011. No Brasil, as três temporadas foram exibidas em TV aberta pela Rede Bandeirantes entre 2014 e 2017, com o título Uma História de Horror Americana.

## Episódios
| Temporada | Temporada | Título         | Episódios | Episódios | Originalmente exibido  | Originalmente exibido  |
| Temporada | Temporada | Título         | Episódios | Episódios | Estreia da temporada   | Final da temporada     |
| --------- | --------- | -------------- | --------- | --------- | ---------------------- | ---------------------- |
|           | 1         | Murder House   | 12        | 12        | 5 de outubro de 2011   | 21 de dezembro de 2011 |
|           | 2         | Asylum         | 13        | 13        | 17 de outubro de 2012  | 23 de janeiro de 2013  |
|           | 3         | Coven          | 13        | 13        | 9 de outubro de 2013   | 29 de janeiro de 2014  |
|           | 4         | Freak Show     | 13        | 13        | 8 de outubro de 2014   | 21 de janeiro de 2015  |
|           | 5         | Hotel          | 12        | 12        | 7 de outubro de 2015   | 13 de janeiro de 2016  |
|           | 6         | Roanoke        | 10        | 10        | 14 de setembro de 2016 | 16 de novembro de 2016 |
|           | 7         | Cult           | 11        | 11        | 5 de setembro de 2017  | 14 de novembro de 2017 |
|           | 8         | Apocalypse     | 10        | 10        | 12 de setembro de 2018 | 14 de novembro de 2018 |
|           | 9         | 1984           | 9         | 9         | 18 de setembro de 2019 | 13 de novembro de 2019 |
|           | 10        | Double Feature | 10        | 10        | 25 de agosto de 2021   | 20 de outubro de 2021  |
|           | 11        | NYC            | 10        | 10        | 19 de outubro de 2022  | 16 de novembro de 2022 |
|           | 12        | Delicate       | 9         | 9         | 20 de setembro de 2023 | 24 de abril de 2024    |

### 1ª temporada:Murder House(2011)
A primeira temporada, intitulada Murder House, tem como tema principal a infidelidade. Explorando temas como o amor, a família, e o perdão. A história ocorre em 2011, seguindo a família do psiquiatra Ben Harmon, sua esposa Vivien, e sua filha adolescente Violet que se mudam de Boston para Los Angeles depois de que Vivien tem um aborto, e Ben tem um caso extraconjugal. Os Harmon se mudam para uma mansão restaurada e logo se encontram com os ex-residentes da casa, os Langdon: Constance Langdon, e seus dois filhos, Tate, e Addie, e o desfigurado Larry Harvey. Ben e Vivien tentam reacender seu relacionamento, como Violet, sofrendo de depressão, encontra conforto com Tate. Os Langdon e Larry frequentemente influenciam a vida dos Harmon, como a família descobre que a casa é assombrada pelos fantasmas de seus antigos habitantes.

### 2ª temporada:Asylum(2012–2013)
A segunda temporada, intitulada Asylum, tem como tema a sanidade. A história se passa em 1964 e acompanha os pacientes, médicos e freiras que ocupam a Instituição Mental Briarcliff, fundada para tratar e abrigar os criminosos insanos. Os administradores que dirigem a instituição incluem a severa Irmã Jude, a segundo em comando Irmã Mary Eunice e o fundador da ordem, o Dom Timothy Howard. Os médicos encarregados de tratar os pacientes no manicômio incluem o psiquiatra Dr. Oliver Thredson e o sádico cientista Dr. Arthur Arden. Os pacientes, muitos dos quais afirmam ser injustamente institucionalizados, incluem a jornalista lésbica Lana Winters, o acusado de assassino em série Kit Walker, e a suposta assassina Grace. Há também elementos espirituais e científicos que manipulam os habitantes do Briarcliff, incluindo possessão demoníaca e extraterrestres.

### 3ª temporada:Coven(2013–2014)
A terceira temporada, intitulada Coven, tem como assunto principal a opressão, especificamente das minorias. Mais de 300 anos se passaram desde os dias dos julgamentos de Salem, e o remanescente que conseguiu escapar está à beira da extinção e correndo perigo. Misteriosos ataques contra as bruxas estão aumentando e jovens garotas seguem para uma escola especial aberta em Nova Orleans, com o objetivo de aprender novas formas de proteção. Uma das novas alunas é a recém-chegada Zoe, que guarda um terrível segredo. Alarmada pelas recentes agressões, Fiona, a grande líder que estava afastada há um longo tempo, retorna para a cidade determinada a proteger o grupo das bruxas. A temporada possui elementos espirituais e relacionados com feitiçaria, incluindo caça às bruxas, feiticeiras, zumbis e vodu.

### 4ª temporada:Freak Show(2014–2015)
A quarta temporada, intitulada Freak Show, tem como ideia central principal a discriminação, com a história se tratando de acontecimentos em torno de um espetáculo de aberrações. As gravações dessa temporada foram realizadas em Nova Orleans, no entanto, a história se passa em Jupiter, Flórida, no ano de 1952. Ryan Murphy disse: "Se você olhar historicamente o que aconteceu no ano de 1952, há mais algumas pistas nesse ano. É um filme de época. Tentamos fazer o oposto do que fizemos antes.

### 5ª temporada:Hotel(2015–2016)
A quinta temporada, intitulada Hotel, tem como principal tema o vício, passando-se nas dependências de um hotel macabro. O detetive John Lowe investiga uma série de crimes que o leva ao Hotel Cortez, onde ele encontra seu filho que havia desaparecido anos antes. O hotel é ambientado por fantasmas e funcionários que ali vivem. Dentre eles, estão Iris e Liz Taylor, as recepcionistas do hotel; Donovan, filho de Iris; e Sally, uma viciada em drogas que morreu na década de 1990. A proprietária do hotel, a Condessa, é uma vampira que faz de tudo para manter seu status e seus filhos, além de precisar matar sua sede de sangue.
Inspirado na história real do Hotel Cecil, um lugar marcado por assassinatos e suícidos.

### 6ª temporada:Roanoke(2016)
A sexta temporada, intitulada Roanoke, tem como assunto principal a exploração. O enredo gira em torno de três partes, a primeira parte é dividida entre o episódio 1 ao 5, falando sobre os acontecimentos retratados por Shelby Miller, Matt Miller e Lee Harris sendo interpretados pelos atores Audrey Tindall, Dominic Banks e Monet Tumuslime. A segunda parte se divide entre os episódios 6 ao 9, com a renovação da série, Shelby, Matt, Lee, Audrey, Dominc, Monet e Rory voltam à casa onde moraram e gravaram, só que todos da produção morrem, sobrevivendo somente um. A terceira parte está abordada com o que ocorreu depois dos acontecimentos da "segunda temporada" da série e o que ocorreu com o sobrevivente de Roanoke.

### 7ª temporada:Cult(2017)
A sétima temporada, intitulada Cult, tem como tema o medo. Após as eleições presidenciais dos Estados Unidos de 2016, a cidade fictícia de Brookfield Heights, em Michigan, fica dividida. A proprietária do restaurante local, Ally Mayfair-Richards, está completamente perturbada pela vitória de Donald Trump e várias de suas fobias de longa data, incluindo coulrofobia, hemofobia e tripofobia, se intensificam com os recentes acontecimentos e ela tenta conseguir a ajuda de sua esposa, Ivy, e seu psiquiatra, Dr. Rudy Vincent, para curar suas fobias. Um dos residentes de Brookfield Heights, um sociopata manipulador chamado Kai, se alegra com os resultados das eleições e fica inspirado a seguir o poder político. Então, Kai forma um culto para conseguir realizar suas ideologias, contando com a ajuda de seus seguidores; entre eles, sua irmã Winter, os vizinhos Harrison e Meadow, além do detetive Jack Samuels e da repórter local Beverly Hope.

### 8ª temporada:Apocalypse(2018)
Apocalypse se passa na Costa Oeste dos Estados Unidos em um futuro próximo.
Traz como tema principal a sobrevivência. Após uma explosão nuclear que destrói o mundo, o Posto 3, um abrigo subterrâneo, é construído para abrigar sobreviventes específicos que possuem forte composição genética. Wilhemina Venable e Miriam Mead comandam o abrigo, causando tortura àqueles que residem lá. As pessoas no local são o cabeleireiro Sr. Gallant, sua avó, Evie, a bilionária Coco St. Pierre Vanderbilt e sua assistente, Mallory, assim como novas adições, Timothy Campbell e Emily, que enfrentam a ira das duas mulheres. No entanto, Michael Langdon, o Anticristo, chega e começa a transformar a ordem em caos, pois pretende levar os merecedores para um "santuário".
A temporada foi descrita como um crossover entre Murder House (1ª temporada), Coven (3ª temporada) e Hotel (5° temporada).

### 9ª temporada:1984(2019)
1984 é ambientada no ano-título em Los Angeles, e segue a história dos amigos Brooke, Montana, Xavier, Chet e Ray, que participavam de uma academia de dança aeróbica e, depois, vão trabalhar como monitores no Acampamento Redwood, o local mais frequentado por jovens nas férias de verão. Porém, o que eles não esperavam era que o jardineiro e serial killer Benjamin Richter, conhecido como Sr. Jingles, que fez o maior massacre de verão no local na década de 70, acaba escapando do sanatório e retorna ao acampamento em busca de vingança.

### 10ª temporada:Double Feature(2021)
Na Parte 1, intitulada Red Tide, o escritor com bloqueio criativo Harry Gardner, sua esposa grávida Doris e sua filha Alma se mudam para Provincetown, uma cidade litorânea isolada em Massachusetts, para passar o inverno e para Harry trabalhar em paz sem perturbações. Uma vez instalados, os verdadeiros moradores da cidade começam a se revelar.
Na Parte 2, intitulada Death Valley, Kendall Carr, Cal Cambon, Troy Lord e Jamie Howard, quatro estudantes universitários que estão em um acampamento são arrastados para uma terrível e mortal conspiração extraterrestre que vem se desenvolvendo há décadas.

### 11ª temporada:NYC(2022)
Em 1981, mortes e desaparecimentos de gays estão tomando conta da cidade de Nova Iorque, o principal suspeito é um homem alto que usa roupas de couro conhecido como Big Daddy. O detetive Patrick Read e o repórter Gino Barelli estão investigando para descobrir a identidade de quem está por de trás desses crimes. Durante a investigação, eles descobrem que estão sendo atacados pelo assassino do Mai Tai. Enquanto isso, a doutora Hannah Wells descobriu que um novo vírus está se espalhando entre a população de cervos de Fire Island e que os humanos da comunidade LGBT também parecem está adoecendo.

### 12ª temporada:Delicate(2023-presente)
A atriz Anna Victoria Alcott está desesperada para ter uma família. Mas enquanto ela tenta equilibrar sua vida cada vez mais pública com uma cansativa jornada de fertilização in vitro, ela começa a suspeitar que está sendo seguida. Medicamentos essenciais são deixados fora da geladeira e compromissos são trocados sem o conhecimento dela. E então um estranho invade o seu apartamento e deixa um aviso enigmático convencendo-a que alguém está fazendo de tudo para garantir que sua busca pela maternidade nunca aconteça.

## Elenco
| Atores                 | Temporadas   | Temporadas | Temporadas | Temporadas | Temporadas | Temporadas | Temporadas | Temporadas | Temporadas | Temporadas     | Temporadas | Temporadas |
| Atores                 | Murder House | Asylum     | Coven      | Freak Show | Hotel      | Roanoke    | Cult       | Apocalypse | 1984       | Double Feature | NYC        | Delicate   |
| ---------------------- | ------------ | ---------- | ---------- | ---------- | ---------- | ---------- | ---------- | ---------- | ---------- | -------------- | ---------- | ---------- |
| Elenco principal       |              |            |            |            |            |            |            |            |            |                |            |            |
| Connie Britton         |              |            |            |            |            |            |            |            |            |                |            |            |
| Dylan McDermott        |              |            |            |            |            |            |            |            |            |                |            |            |
| Evan Peters            |              |            |            |            |            |            |            |            |            |                |            |            |
| Taissa Farmiga         |              |            |            |            |            |            |            |            |            |                |            |            |
| Denis O'Hare           |              |            |            |            |            |            |            |            |            |                |            |            |
| Jessica Lange          |              |            |            |            |            |            |            |            |            |                |            |            |
| Zachary Quinto         |              |            |            |            |            |            |            |            |            |                |            |            |
| Joseph Fiennes         |              |            |            |            |            |            |            |            |            |                |            |            |
| Sarah Paulson          |              |            |            |            |            |            |            |            |            |                |            |            |
| Lily Rabe              |              |            |            |            |            |            |            |            |            |                |            |            |
| Lizzie Brocheré        |              |            |            |            |            |            |            |            |            |                |            |            |
| James Cromwell         |              |            |            |            |            |            |            |            |            |                |            |            |
| Frances Conroy         |              |            |            |            |            |            |            |            |            |                |            |            |
| Emma Roberts           |              |            |            |            |            |            |            |            |            |                |            |            |
| Kathy Bates            |              |            |            |            |            |            |            |            |            |                |            |            |
| Michael Chiklis        |              |            |            |            |            |            |            |            |            |                |            |            |
| Finn Wittrock          |              |            |            |            |            |            |            |            |            |                |            |            |
| Angela Bassett         |              |            |            |            |            |            |            |            |            |                |            |            |
| Wes Bentley            |              |            |            |            |            |            |            |            |            |                |            |            |
| Matt Bomer             |              |            |            |            |            |            |            |            |            |                |            |            |
| Chloë Sevigny          |              |            |            |            |            |            |            |            |            |                |            |            |
| Cheyenne Jackson       |              |            |            |            |            |            |            |            |            |                |            |            |
| Lady Gaga              |              |            |            |            |            |            |            |            |            |                |            |            |
| Cuba Gooding Jr.       |              |            |            |            |            |            |            |            |            |                |            |            |
| André Holland          |              |            |            |            |            |            |            |            |            |                |            |            |
| Billie Lourd           |              |            |            |            |            |            |            |            |            |                |            |            |
| Alison Pill            |              |            |            |            |            |            |            |            |            |                |            |            |
| Adina Porter           |              |            |            |            |            |            |            |            |            |                |            |            |
| Leslie Grossman        |              |            |            |            |            |            |            |            |            |                |            |            |
| Cody Fern              |              |            |            |            |            |            |            |            |            |                |            |            |
| Matthew Morrison       |              |            |            |            |            |            |            |            |            |                |            |            |
| Gus Kenworthy          |              |            |            |            |            |            |            |            |            |                |            |            |
| John Carroll Lynch     |              |            |            |            |            |            |            |            |            |                |            |            |
| Angelica Ross          |              |            |            |            |            |            |            |            |            |                |            |            |
| Zach Villa             |              |            |            |            |            |            |            |            |            |                |            |            |
| Macaulay Culkin        |              |            |            |            |            |            |            |            |            |                |            |            |
| Ryan Kiera Armstrong   |              |            |            |            |            |            |            |            |            |                |            |            |
| Neal McDonough         |              |            |            |            |            |            |            |            |            |                |            |            |
| Kaia Gerber            |              |            |            |            |            |            |            |            |            |                |            |            |
| Nico Greetham          |              |            |            |            |            |            |            |            |            |                |            |            |
| Isaac Powell           |              |            |            |            |            |            |            |            |            |                |            |            |
| Rachel Hilson          |              |            |            |            |            |            |            |            |            |                |            |            |
| Rebecca Dayan          |              |            |            |            |            |            |            |            |            |                |            |            |
| Russell Tovey          |              |            |            |            |            |            |            |            |            |                |            |            |
| Joe Mantello           |              |            |            |            |            |            |            |            |            |                |            |            |
| Charlie Carver         |              |            |            |            |            |            |            |            |            |                |            |            |
| Sandra Bernhard        |              |            |            |            |            |            |            |            |            |                |            |            |
| Patti LuPone           |              |            |            |            |            |            |            |            |            |                |            |            |
| Matt Czuchry           |              |            |            |            |            |            |            |            |            |                |            |            |
| Kim Kardashian         |              |            |            |            |            |            |            |            |            |                |            |            |
| Annabelle Dexter-Jones |              |            |            |            |            |            |            |            |            |                |            |            |
| Michaela Jaé Rodriguez |              |            |            |            |            |            |            |            |            |                |            |            |
| Cara Delevingne        |              |            |            |            |            |            |            |            |            |                |            |            |
| Julie White            |              |            |            |            |            |            |            |            |            |                |            |            |
| Maaz Ali               |              |            |            |            |            |            |            |            |            |                |            |            |

## Escolha de elenco

### 1ª temporada:Murder House(2011)
Os anúncios começaram em 2011, com Connie Britton sendo a primeira escolhida, interpretando Vivien Harmon. Em entrevista à Entertainment Weekly, o co-criador da série Ryan Murphy afirmou que ele havia dito a Connie Britton, no início, que sua personagem Vivien morreria na primeira temporada.
Denis O'Hare se juntou ao elenco no final de março de 2011 como Larry Harvey. Jessica Lange juntou ao elenco em abril de 2011 como Constance, marcando seu primeiro papel regular na televisão.
Dylan McDermott foi escolhido como o pai de família Ben Harmon no final de abril de 2011. Seu caráter foi inicialmente descrito como "um terapeuta bonito e masculino, mas sensível que ama sua família, mas prejudicou sua esposa". McDermott disse que ele queria fazer o papel para romper com sua função anterior como Bobby Donnell na série da ABC The Practice.
Em maio de 2011, Taissa Farmiga e Evan Peters foram os últimos atores a entrar no elenco, retratando Violet Harmon e Tate Langdon, respectivamente. Farmiga disse que ela amava Violet "imediatamente" e que "Ela tinha coragem para ela, ela tinha atitude". Murphy descreveu Tate como o "verdadeiro monstro" da série, acrescentando: Para o grande mérito do Evan e para o mérito dos escritores, "eu acho que o trabalho feito por Evan foi surpreendente difícil fazer um monstro simpático".

### 2ª temporada:Asylum(2012–2013)
Em março de 2012, Murphy revelou que a segunda temporada foi projetado para Jessica Lange, dizendo: "Isso vai ser realmente o show da Jessica Lange por isso estou muito animado com isso. Estamos projetando este incrível novo oposto do personagem de Constance para ela. Ela e eu temos falado sobre coisas diferentes. Ela tem um monte de idéias, e tem várias fontes em seu caráter. Ela me disse algumas coisas que ela sempre quis fazer como atriz". Zachary Quinto, que teve um papel menor como Chad na primeira temporada, foi confirmado como um dos protagonistas masculinos em março de 2012. No William S. Paley Television Festival, Evan Peters, Sarah Paulson e Lily Rabe foram confirmados para retornar em papéis não especificados. Foi relatado em março de 2012, que o vocalista do Maroon 5 Adam Levine está em negociações para aparecer na segunda temporada. Ele vai fazer um "personagem de maneira contemporânea e metade de um casal conhecido apenas como "The Lovers", de acordo com Tim Stack da Entertainment Weekly. Em abril de 2012, Lizzie Brocheré foi escalada para interpretar um personagem descrito como "Uma ardente, muito ardente, extremamente sexual e perigosa bomba sexy infantil e selvagem" para rivalizar com o novo personagem de Jessica Lange. Chloë Sevigny vai desempenhar o papel de Shelly, uma ninfomaníaca que foi deixada no hospício por seu marido a personagem de Chloë Sevigny foi considerada como mais outra rival ninfomaníaca para a personagem de Lange. Em maio de 2012, James Cromwell foi designado a co-estrela como Dr. Arden, um homem que trabalha no hospício, e que pode ser um Nazi. Em Junho de 2012, o ator Joseph Fiennes entrou para o elenco principal, como o monsenhor Timothy Howard, um interesse amoroso possível para a Irmã Jude, personagem de Jessica Lange. Também em junho de 2012, Chris Zylka foi escalado para interpretar Daniel, que é apresentado como "o menino mais bonito do mundo e um mudo surdo". Britne Oldford foi escalada para o papel recorrente de Alma, outra paciente na instituição. Em julho de 2012, Mark Consuelos foi escalado como um paciente chamado Spivey. Também em julho, Clea DuVall e Franka Potente foram escaladas em papeis ainda não especificados. Em 6 de agosto de 2012, Blake Sheldon foi escalado para o papel duplo de Devon e Cooper, ambos descritos como "alto, magro e psicopata". Em setembro de 2012, Frances Conroy foi escalado para interpretar "the ultimate angel" (o anjo final), de acordo com Murphy em sua página no Twitter.

### 3ª temporada:Coven(2013–2014)
Os produtores executivos e co-criadores da série Ryan Murphy e Brad Falchuk têm afirmado que, como aconteceu com a segunda temporada, "muitos atores" vão voltar em papéis diferentes, incluindo Jessica Lange. Evan Peters e Sarah Paulson foram confirmados para retornar, juntamente com Lange. Murphy acrescentou que Lange vai interpretar uma "verdadeira gata glamurosa". Taissa Farmiga, a Violet da primeira temporada, será co-estrela como uma personagem que está envolvida em um romance de destaque durante a terceira temporada. Lily Rabe também foi escalada para um papel principal na terceira temporada. A atriz recorrente da série Frances Conroy se juntou a temporada em um papel  desconhecido. A atriz Kathy Bates tem sido convidada para co-estrelar na terceira temporada. Ela fará o papel de uma mulher que, no início, é a melhor amiga da personagem de Lange, mas vai se tornar sua pior inimiga. Murphy afirmou que o personagem de Kathy Bates será "cinco vezes pior que seu personagem do filme Misery" e que será inspirado em um "acontecimento real". Em 29 de abril, Murphy anunciou a adição da Gabourey Sidibe no elenco em um papel desconhecido.  Em 13 de maio de 2013, Murphy anunciou via Twitter que Angela Bassett e Patti LuPone se juntaram ao elenco. Também foi anunciado em maio de 2013 que Emma Roberts tinha sido adicionada ao elenco. Roberts vai fazer o papel de Madison, uma "garota festeira egocêntrica".

### 4ª temporada:Freak Show(2014–2015)
Jessica Lange foi a primeira confirmada para Freak Show, e talvez esse seja seu ultimo ano atuando, já que ela pretende se aposentar logo depois. Sarah Paulson revelou em entrevistas que estava muito otimista em voltar à série em mais um ano: "Se é o que ele [Murphy] tem em mente para mim, espero que assim seja, pois poderá ser a coisa mais emocionante que já fiz". Kathy Bates, Sarah Paulson, Evan Peters e Angela Bassett foram confirmados e desempenharam o papel dos artistas que Lange resgatou, Frances Conroy também retornou como Gloria Mott. Foi revelado no PaleyFest 2014 , que Michael Chiklis faria o ex-marido de Kathy Bates e seria o pai do personagem de Evan Peters. O ator Wes Bentley também foi confirmado em Freak show, e seu papel estaria relacionado ao de Lange.

### 5ª temporada:Hotel(2015–2016)
Foi anunciado em 25 de fevereiro de 2015, que a cantora e compositora Lady Gaga, co-estrelaria no quinto ano da série, subtitulado  Hotel . Foi anunciado no PaleyFest de 2015 que Matt Bomer e Cheyenne Jackson co-estrelariam na quinta temporada, e que Lange não voltaria. Desde a PaleyFest, Murphy anunciou o retorno de Wes Bentley, Chloë Sevigny, Kathy Bates, Sarah Paulson, Evan Peters, Angela Bassett e Finn Wittrock. Em 18 de junho de 2015, Murphy revelou a Deadline.com que Denis O'Hare também retornaria.

### 6ª temporada:Roanoke(2016)
Em março de 2016, foi anunciado que participariam do elenco Lady Gaga, Finn Wittrock, Cheyenne Jackson, Wes Bentley, Matthew Bomer, Angela Bassett, Denis O'Hare, Kathy Bates e Sarah Paulson, porém, não foi revelado nada sobre os personagens ou o tema da temporada. Posteriormente, Ryan afirmou que a personagem de Lady Gaga era a primeira suprema, tema retratado em Coven.

### 7ª temporada:Cult(2017)
Em março de 2017, Billy Eichner, foi anunciado para ser lançado na série, desempenhando um papel ligado a personagem de Sarah Paulson. Seu personagem está programado para aparecer nos episódios "seis ou sete", e é descrito como vestindo "tanques misteriosos". No mês seguinte, foi confirmado que a atriz de Scream Queens, Billie Lourd, também estrelará a sétima temporada da série. Em maio de 2017, Leslie Grossman, que estrelou na série de Murphy, Popular, juntou-se ao elenco da série, e Angela Bassett deu a entender que retornaria para a sétima temporada em um papel recorrente. Mais tarde, naquele mês, foi confirmado através de imagens das gravações que Adina Porter e Cheyenne Jackson também estavam retornando. Em junho de 2017, Murphy confirmou através de sua conta no Instagram que Colton Haynes, com quem Murphy trabalhou anteriormente na segunda temporada de Scream Queens, estava se juntando ao elenco da sétima temporada. Mais tarde, naquele mês, as imagens das gravações revelaram que Alison Pill estava se juntando ao elenco da temporada, aparentemente retratando a namorada da personagem de Sarah Paulson. Em julho de 2017, Murphy revelou através de sua conta no Twitter que Lena Dunham se juntaria ao elenco da sétima temporada; no entanto, foi afirmado que ela apareceria em apenas um episódio. Em 20 de julho, o subtítulo da temporada, Cult, foi revelado. Mais tarde, Ryan anunciou através de seu Twitter que a Frances Conroy e a Mare Winningham estão de volta para mais um ano da série. Ryan também anunciou que o nome da personagem da Sarah Paulson será Ally e do Evan Peters será Kai. No mesmo mês, Murphy revelou através de seu Instagram que o personagem Twisty, de Freak Show, retornaria na sétima temporada, visto em uma capa de gibi desenhada, chamada "Twisty: As Crônicas do Palhaço". Murphy também afirmou que Lady Gaga não retornaria na sétima temporada devido a outros projetos (como Joanne World Tour e A Star Is Born (2018)), mas Gaga e Murphy declararam que ela estaria interessada em retornar em temporadas futuras da série e em outros projetos de Ryan Murphy.
No final de julho, começou especulações de que Chaz Bono estaria gravando para a nova temporada após uma foto de cadeiras nos sets de gravações mostrando o nome de alguns atores que estariam gravando naquele dia, a foto foi divulgada por uma das produtoras em seu Instagram e a mesma o marcou na foto. Em 1 de agosto, foi confirmado a volta do mesmo, que fez uma participação em Roanoke, através de uma foto dele nos sets de gravações. No mesmo dia, Ryan Murphy confirmou em seu Instagram a volta de Emma Roberts.

### 8ª temporada:Apocalypse(2018)
Em 1 de outubro de 2017, foi anunciado que Sarah Paulson, retornará para a oitava temporada e retrataria uma mulher usando aparelhos dentários. Em 20 de março de 2018, foi anunciado que Kathy Bates e Evan Peters voltariam, e liderariam a temporada com Paulson. Em 4 de abril de 2018, foi anunciado que a atriz britânica Joan Collins havia se juntado ao elenco como a avó do personagem de Evan Peters. Alguns dos atores de Cult como Adina Porter, Cheyenne Jackson, Billy Eichner e Leslie Grossman também foram confirmados para retornar. Em 18 de maio de 2018, foi anunciado que a atriz Billie Lourd iria retornar para a oitava temporada.
Em 17 de junho de 2018, Emma Roberts, revelou que ela retornaria para a oitava temporada e estaria reprisando seu papel como Madison Montgomery de Coven. Ryan Murphy anunciou que todas as outras bruxas de Coven foram convidadas a voltar. nesse mesmo mês, Murphy também afirmou que pediu Anjelica Huston para se juntar ao elenco, enquanto Paulson confirmou que ela reprisará seu papel em Coven, Cordelia Goode. Em julho de 2018, foi relatado que Jeffrey Bowyer-Chapman e Kyle Allen seriam convidados a participar da temporada. Em 26 de julho de 2018, Murphy revelou através de sua conta no Twitter que Cody Fern, ex-integrante do elenco de American Crime Story, se juntaria ao elenco como Michael Langdon na fase adulta, o Anticristo nascido durante os eventos de Murder House.
Em agosto de 2018, o ex-integrante do elenco de Pose, Billy Porter, anunciou através de seu Instagram que apareceria na temporada. Mais tarde, durante a turnê de imprensa da Television Critics Association, foi anunciado que Jessica Lange apareceria no sexto episódio da temporada como sua personagem em Murder House, Constance Langdon. Depois que a FX lançou o primeiro teaser da temporada, a atriz Lesley Fera revelou através de seu Twitter que apareceria no primeiro episódio da temporada. Mais tarde, Ryan Murphy confirmou através de seu Twitter que Taissa Farmiga, Gabourey Sidibe, Lily Rabe, Frances Conroy e Stevie Nicks apareceriam durante a temporada, com Gabourey Sidibe reprisando seu papel de Coven, Queenie. No mesmo mês, Angela Bassett, que apareceu em quatro temporadas anteriores, confirmou que não apareceria na temporada; no entanto, mais tarde, Angela Bassett apareceu na temporada, interpretando Marie Laveau, o papel que interpretou em Coven.

### 9ª temporada:1984(2019)
Em 6 de fevereiro de 2019, Emma Roberts e o medalhista olímpico Gus Kenworthy foram anunciados para aparecer na temporada, retratando um casal de namorados. Em 2 de abril de 2019, Evan Peters, que esteve no elenco principal em todas as oito temporadas anteriores, anunciou em entrevista para o CinemaCon que não apareceria nesta temporada devido a outros projetos. Em 23 de maio de 2019, o veterano de Cult e Apocalypse, Billy Eichner, afirmou que não retornaria nesta temporada. Em 8 de julho de 2019, Sarah Paulson foi confirmada para aparecer na temporada, porém com um papel menor ou até mesmo uma participação. Em 10 de julho de 2019, a atriz de Pose, Angelica Ross se juntou ao elenco como uma das protagonista, fazendo Angelica a primeira atriz transexual a ter dois papeis centrais em uma série. Em 11 de julho de 2019, Cody Fern, Billie Lourd, Leslie Grossman e John Carroll Lynch foram confirmados para retornar com teasers publicados no Instagram de Murphy, junto com as adições de Zach Villa, DeRon Horton e Matthew Morrison. Os teasers apresentam os atores caracterizados com seus personagens, ao som de "I Can Dream About You", de Dan Hartman.

### 10ª temporada:Double Feature(2021)
Em janeiro de 2020, Paulson confirmou seu retorno ao programa para sua décima temporada em um papel principal, após sua ausência em 1984. Em 26 de fevereiro, Ryan Murphy anunciou no Instagram o elenco da 10ª temporada, que confirmou o retorno de Kathy Bates, Sarah Paulson, Evan Peters, Lily Rabe, Finn Wittrock, Adina Porter, Leslie Grossman, Billie Lourd e Angelica Ross, além da adição do novato da série Macaulay Culkin. Em 5 de fevereiro de 2021, Frances Conroy foi confirmada para retornar na 10ª temporada, substituindo Kathy Bates que decidiu se afastar da produção devido a pandemia do Covid-19, e em Março de 2021, Denis O'Hare e Kaia Gerber foram confirmados na temporada. Em Agosto de 2021, Cody Fern foi confirmado na segunda parte da temporada, intitulada Death Valley

### 11ª temporada:NYC(2022)
Em 9 de agosto de 2022, Billie Lourd, Isaac Powell, Sandra Bernhard e Charlie Carver foram vistos filmando a décima primeira temporada. Em 10 de agosto de 2022, o site Deadline confirmou o retorno dos atores Zachary Quinto e Patti LuPone à série junto com o novo membro Joe Mantello. Em 29 de agosto de 2022, Denis O'Hare confirmou através do seu Twitter que retornaria para a décima primeira temporada. Em 29 de setembro de 2022, Leslie Grossman e Rebecca Dayan foram confirmadas para retornar à série junto com os novos membros Russell Tovey e Kal Penn. Em 10 de outubro de 2022, Sis e Kyle Beltran se juntaram ao elenco da décima primeira temporada.

### 12ª temporada:Delicate(2023-presente)
Em 6 de abril de 2023, o site The Hollywood Reporter anunciou que Matt Czuchry juntou-se ao elenco da décima segunda temporada. Em 10 de abril de 2023, Ryan Murphy anunciou o retorno de Emma Roberts à série junto com a nova membra Kim Kardashian.. Em 24 de abril de 2023, Cara Delevingne foi vista filmando a décima segunda temporada. Em 27 de abril de 2023, Annabelle Dexter-Jones foi vista filmando a décima segunda temporada. Em 28 de abril de 2023, o site Deadline anunciou que Michaela Jaé Rodriguez juntou-se ao elenco da décima segunda temporada. Em 6 de junho de 2023, Julie White e Debra Monk foram vistas filmando a décima segunda temporada. Em 6 de setembro de 2023, Billie Lourd, Leslie Grossman, Denis O'Hare e Dominic Burgess foram confirmados para retornar à série junto com a nova membra Juliana Canfield.

## Produção

### Desenvolvimento
O que você viu no final foi o fim da casa dos Harmon. A segunda temporada do show será uma casa ou um prédio novinho em folha para assombrar. Assim como neste ano, todas as temporada desta série vão ter um começo, meio e fim. [A segunda temporada] não será em Los Angeles. Ela será, obviamente, nos Estados Unidos, mas em um local completamente diferente.

— Murphy sobre segunda temporada de American Horror Story.
Os criadores Ryan Murphy e Brad Falchuk começaram a trabalhar em American Horror Story antes de sua série da Fox, Glee. Murphy queria fazer o oposto do que ele havia feito anteriormente e assim começou o seu trabalho na série. Ele afirmou: "Então, estamos fazendo uma série completamente limpa, doce, otimista, eu queria fazer algo que sorta aproveitado para o lado diferente da minha personalidade". Falchuk ficou intrigado com a ideia de colocar um ângulo diferente no gênero horror, afirmando que seu objetivo principal ao criar a série foi para assustar os espectadores. "Você quer que as pessoas fiquem um pouco fora de equilíbrio depois assistir a um episódio", disse ele.
O tom sombrio da série é espelhado na novela da ABC, Dark Shadows, que a avó de Murphy obrigou-o a assistir quando era mais jovem para fortalecê-lo. Além disso, a série inspira-se filmes de terror clássicos, como Rosemary's Baby e The Shining.
Desde o início, Murphy e Falchuk planejado que cada temporada da série iria contar uma história diferente. Após o final da exibição da primeira temporada, Murphy falou de seus planos para mudar o elenco e local para a segunda temporada.
Em janeiro de 2013, Ryan Murphy o criador da série deu a entender que uma pista sobre a terceira temporada seria escondida no decimo episódio da segunda temporada. Em outra entrevista sobre o episódio, ele afirmou: "Quero algo que tenha mais um glamour diabólico". "Uma das coisas que senti falta nesta segunda temporada foi que eu realmente amava ter esse clima meio Romeu e Julieta entre Violet e Tate [da primeira temporada]. Faremos algo parecido na terceira temporada. E nós estamos contemplando filmar a série em um lugar diferente. Nós estamos contemplando filmar em algum lugar do país onde uma verdadeira historia de terror tenha acontecido".

### Filmagens

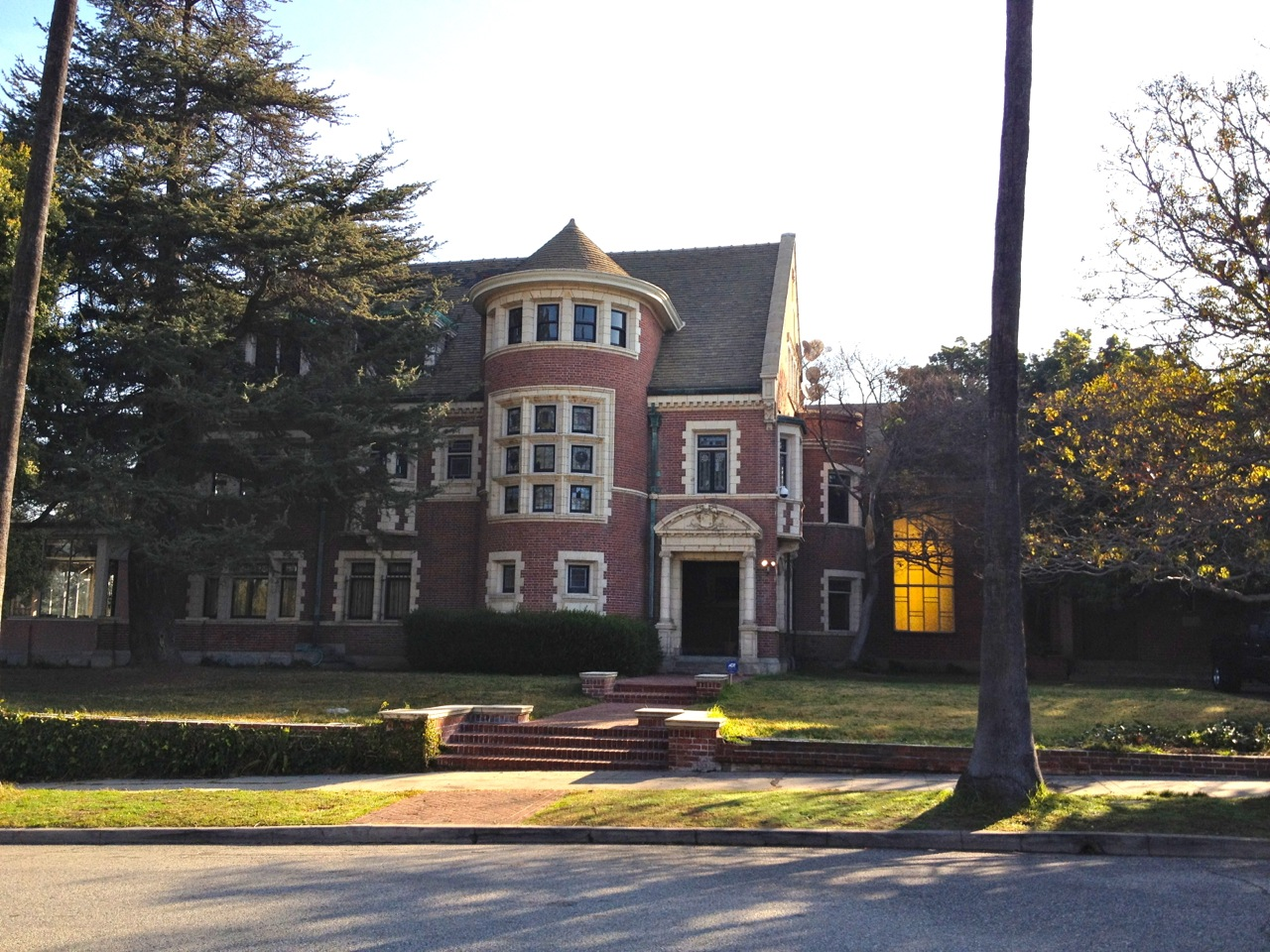
Murphy estava procurando uma casa que poderia ser apropriadamente assustadora, mas também atraente

O episódio piloto foi filmado em uma casa no Country Club Park, em Los Angeles, na Califórnia, que serve como casa mal assombrada e cena do crime na série. Projetada e construída em torno de 1908 por Alfred Rosenheim, casa de família com estilo gótico foi usada anteriormente como um convento. A série é filmada em cenários que são uma réplica exata da casa. Detalhes como vitrais Louis Comfort Tiffany, luminárias e bronze martelado, foram re-criada para preservar o visual da casa.
As gravações e produção da segunda temporada começaram no final de julho de 2012. As filmagens exteriores da segunda temporada foram inicialmente filmadas na cidade de Hidden Valley, Condado de Ventura, na Califórnia, uma área rural nas aforas de Los Angeles.
As filmagens da terceira temporada foram marcadas para começar no verão do hemisfério norte de 2013, em vários locais, sendo um deles Nova Orleans, em Louisiana, nos Estados Unidos.

### Sequência de abertura
A sequência de abertura da primeira temporada foi criada por Kyle Cooper e sua empresa Prologue. Ele também criou a abertura da série The Walking Dead, da emissora de televisão AMC, e do filme de 1995, Se7en. A música foi composta pelo designer de som Cesar Davila-Irizarry e pelo músico Charlie Clouser. A sequência de abertura da primeira temporada é situada no porão da casa dos Harmons e inclui imagens de autópsia de crianças pequenas, bebês em jarros não nascidos (ou abortados), caveiras, um vestido de batismo, um uniforme de enfermeira, e uma figura segurando um par de tesouras para poda cobertas com sangue. Murphy descreveu a sequência como um mini-mistério, afirmando: "No momento em que você ver o nono episódio desta temporada, todas as imagens na sequência de abertura serão explicadas".
A sequência de abertura da segunda temporada é diferente, situada em um sanatório intitulado Briarcliff, inclui imagens de macas, sangue, pacientes, lobotomia, demônios, antiguidades da época e dentre outras salas e fatores que ali ocorriam.
Na terceira temporada, o mesmo projeto da sequência continua, porém diferente. Nela são mostradas bruxas, bonecos de vodu, demônios, sangue, sofrimento, imagens de lendas e uma fogueira com uma bruxa sendo queimada.
Na quarta temporada, a mesma sequência das temporadas anteriores continuam, porém com coisas diferentes, Nela aparece um carrossel, a sombra de uma roda gigante, trailers de circo, lonas de circo, bexigas enchidas e estouradas, uma caveira com corpo de bicicleta, um boneco sem uma perna, um boneco sentado em cima de uma cadeira de rodas com as duas pernas inchadas, rostos gigantes de palhaços, homens com pernas de pau, facas sendo atiradas em um homem de duas cabeças, palhaços assustadores com cabeças giratórias, um macaco assustador batendo palmas, um homem com o rosto e coro cheio de pregos, caveiras insinuando poses sexuais, palhaços com balões, bonecos bebês com duas cabeças que trocam de cabeças, uma estátua assustadora com olhos brancos, um mágico puxando um trailer com as escritas "American Horror Story: Freak Show", uma mulher de duas cabeças, inclusive aparece lá no fundo em um quadro as gêmeas siamesas de duas cabeças Bette & Dot Tattler.
A sequência de abertura da quinta temporada também foi muito diferente das estações anteriores, tendo uma abordagem mais bíblica. A fonte, permanece a mesma que as quatro primeiras temporadas, porém brilha em vermelho, contra o papel de parede do hotel. Os Dez Mandamentos também são exibidos em todo o vídeo. A introdução retorna à ação, assim como as três primeiras temporadas. A sequência inclui muitas pessoas que esfregam sangue em todas as paredes e no chão, coisas estranhas são mostradas através do olho mágico das portas dos quartos do hotel, pessoas vítimas do hotel, crianças pequenas que correm ao redor do hotel, bem como muitas criaturas diferentes.
A sexta temporada não apresentou nenhuma sequência de abertura, optando por um cartão de título simples (da primeira temporada) que dizia American Horror Story, enquanto a música tema da série é tocada nos créditos finais.
A sétima temporada, Cult, marcou o retorno as sequências depois de sua ausência na sexta temporada, e suas imagens apresentam palhaços, mãos ensanguentadas, máscaras dos políticos Donald Trump e Hillary Clinton, fumaças tóxicas, buracos relacionas a tripofobia, pessoas colocando máscaras de Donald Trump e Hillary Clinton, a estátua de Benjamin Franklin, um cão morto por gás tóxico, mãos sangrentas tentando serem lavadas, colméias, fumaça tóxica liberada de uma granada, buracos em várias formas, a bandeira dos Estados Unidos com sangue ao som de um xilofone, um casal coberto de sangue tendo relações sexuais e mãos fazendo uma promessa algemadas. Os palhaços aparecem durante toda a sequência.
A oitava temporada, Apocalypse, apresenta a música temática original das três primeiras temporadas, e apresenta imagens de desastres nucleares, demônios, cobras, velas, bombas nucleares, um escorpião, crânios humanos e de animais, além dos visuais das sequências dos títulos da primeira temporada e da terceira temporada em pequenas alterações, incluindo a criatura alada esqueletal na floresta (Coven), a blusa de enfermeira (Murder House), uma foto de um bebê em chamas (Murder House), e os crânios de cabra (Coven).
A nona temporada, 1984, apresenta um conceito inspirado em gravações de um aparelho de VHS da década de 1980, sendo desenvolvida por um fã, Corey Vega, que surpreendeu positivamente Ryan Murphy. A sequência criada por Vega e Kyle Cooper apresenta imagens de objetos pontiagudos e ensanguentados, um assassino, acampamentos de verão, adolescentes, sangue, imagens das eleições presidenciais de 1984, instrutores de aeróbicas, fogueiras e fitas casssetes. Os nomes do elenco são sobrepostos em fundos de neon coloridos e apresenta uma estética retrô.
A décima temporada, Double Feature, apresenta duas sequências de aberturas, cada uma para as duas histórias da temporada. A sequência da primeira parte, intitulada Red Tide, apresenta imagens de praias, pedaços de carne sendo cortados, objetos ensanguentados, tubos de ensaios, seringas, fotos de radiografia, uma máquina de escrever sendo utilizada, animais mortos, ganchos e insetos. A abertura da segunda parte, intitulada Death Valley, é inteiramente em preto e branco e mostra imagens de alienígenas, discos voadores, ufologia, humanos sendo abduzidos e tentáculos.
A sequência de abertura de NYC mantém a música tema original do show, com efeitos sonoros adicionais como chicotes, câmeras e correntes. A abertura mostra vários tipos de imagens BDSM; incluindo gaiolas, cordas, chicotadas, mordaças, máscaras de couro, etc. Ao longo dos títulos, são mostrados guarda-chuvas de coquetel (referindo-se ao "Mai Thai Killer" da temporada) e equipamentos fotográficos. Há também imagens microscópicas de um vírus se multiplicando e infectando o corpo das pessoas, cervos assustados pelos faróis dos carros, sangue pingando de estátuas e em coquetéis, cadáveres emaciados dançando juntos, mãos e pés decepados e ensanguentados pendurados por correntes, bandanas de cores diferentes e um colar com a inscrição "São Cristóvão. Proteja-nos. Proteja-me e conduza-me em segurança ao meu destino." Patti LuPone recebe o crédito "and"; algo que esteve ausente dos títulos principais desde Apocalypse.
A sequência de título de Delicate mais uma vez mantém a versão original do tema de abertura. Com imagens amplamente saturadas com iluminação vermelha, a sequência mostra várias tomadas de corpos de mulheres grávidas; instrumentos ginecológicos e cirúrgicos ensanguentados; referências à fertilização in vitro; aranhas rastejando sobre barrigas e rostos; cobras se contorcendo; uma cegonha de olhos vermelhos segurando um bebê chorando; flores desabrochando; esqueletos fetais (um dos quais está em uma caixa de presente gravada com um símbolo oculto); bonecas e carrinhos de bebê em chamas; cosméticos como: batom, esmalte, preenchimento labial e curvex; uma mulher tendo sua pálpebra removida cirurgicamente; sapatos de salto alto pontiagudos; pérolas; uma cabra (viva e como um cadáver em decomposição); um bebê com unhas pretas longas sendo amamentado; uma placenta caída em uma bandeja de prata e mulheres com longos véus. O texto dos créditos é uma versão mais fina da fonte usual e parece ser feita de prata brilhante.

## Spin-offs

### American Crime Story
Foi anunciado em 7 outubro de 2014, que American Horror Story produziria uma série derivada intitulada American Crime Story. Murphy também dirigiu a primeira temporada, que teve 10 episódios.
Como a série original, cada temporada de American Crime Story será uma história diferente. A primeira temporada é chamada The People v. O. J. Simpson: American Crime Story e narra a vida dos homens e mulheres envolvidos com o caso em tribunal infame. A série foi escrita por Scott Alexander e Larry Karaszewski.

### American Horror Stories
Em 11 de maio de 2020, Murphy revelou que uma série spin-off chamada American Horror Stories estava sendo desenvolvida. Contará com episódios antológicos independentes, em vez de um arco de história de uma temporada, como apresentado em American Horror Story. Foi definido para ir ao ar no FX. Em 22 de junho de 2020, foi anunciado que American Horror Stories será transmitido em FX no Hulu em vez disso. Em 4 de agosto de 2020, foi anunciado que Sarah Paulson seria a diretora da série. A primeira temporada é definida para apresentar atores que apareceram em American Horror Story. Matt Bomer, Taissa Farmiga, Evan Peters, Sierra McCormick, Kaia Gerber e Paris Jackson vão estrelar os dois primeiros episódios. American Horror Stories estava programado para estrear em 15 de julho de 2021 e consistirá em sete episódios.

## Marketing
Como parte do marketing da primeira temporada da série, a emissora FX lançou uma campanha chamada "House Call", em que os telespectadores em casa podem se inscrever e ficar cara-a-cara com um personagem da série. Antes da estréia da série, FX lançou várias pistas para lançar uma luz sobre a série. Eles foram oferecidos no canal oficial da série no YouTube. Dez pistas foram lançadas. Em Setembro de 2011, o FX lançou um site que permite que os visitantes visitar a murder house ao longo das décadas e procurar pistas.
Em agosto de 2012, o primeiro promo para a segunda temporada foi lançado na página oficial do American Horror Story no Facebook intitulada "Special Delivery", em que uma freira carrega um par de baldes cheios de partes do corpo através de um campo e os esvazia, deixando os baldes e retomando a caminhada. Over 20 subsequent teasers have been released. Quatro fotos também foram lançados no site EW.com. Dois teasers na televisão, intitulados "Conheça os Moradores", foram lançados em 31 de agosto de 2012. É apresentado os pacientes e alguns funcionários (como o Dr. Thredson, interpretado por Zachary Quinto, e a Irmã Eunice, interpretada por Lily Rabe) deitados em camas de solteiro e lidando com suas questões individuais como os chefes do asilo (Jessica Lange, Joseph Fiennes e James Cromwell) contemplam. A música "Que Sera, Sera", misturada com a música tema da série, é tocada.
Para a terceira temporada, a emissora FX publicou, de maneira semelhante às temporadas anteriores, pequenos teasers na sua página oficial no Facebook.

## Transmissão

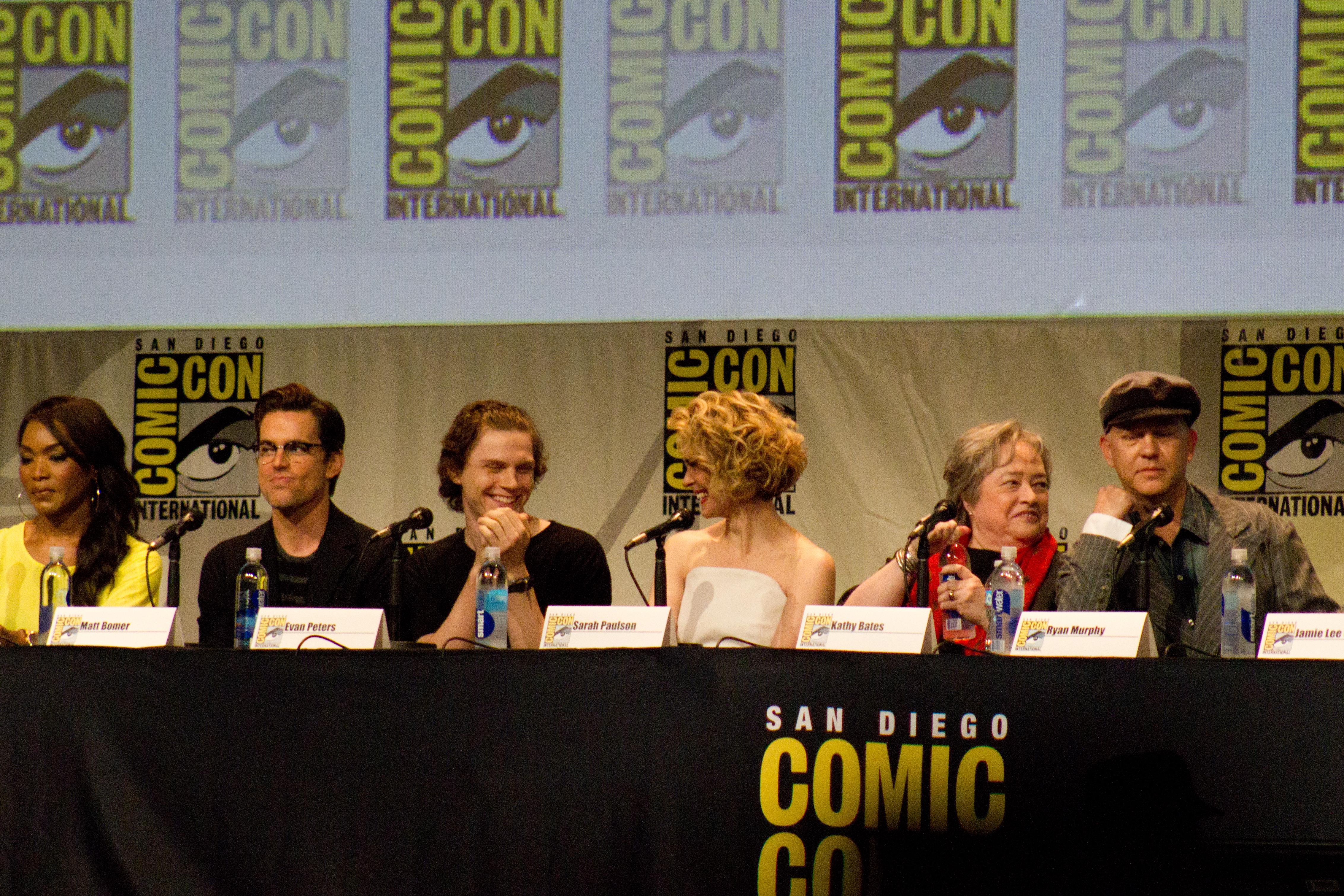
Da esquerda para direita, Angela Bassett, Matt Bomer, Evan Peters, Sarah Paulson e Kathy Bates (todos atores recorrentes) e Ryan Murphy (co-criador da série).

A série estreou em 5 de outubro de 2011, sendo transmitida pela emissora de televisão FX, nos Estados Unidos. Em novembro de 2011, a série estreou internacionalmente nos canais Fox dos respectivos países.

## Recepção

### Resposta da crítica
American Horror Story tem recebido geralmente críticas positivas dos críticos. A primeira temporada marcou 62 de 100 no Metacritic basado em 30 críticas. Ken Tucker do Entertainment Weekly concedeu ao episódio piloto um B+, declarando que "AHS é praticamente tudo susto, todo o tempo: um lote inteiro de gritos, sexo, solavancos, rostos triturados, comportamento psicótico, e bebês mortos". Hank Stuever do The Washington Post diz na sua crítica que "Exagerar as coisas é uma das falhas de marca de Murphy, mas esse show tem um estilo cativante e vertiginoso de repugnar". Nem todas as críticas foram favoráveis: Alan Sepinwall do HitFix deu para a série D−, dizendo, "Esta tão longe da cima que a cima é um pontinho microscópico em seu espelho retrovisor, e tão cheio de sons estranhos, pontos turísticos e personagens que você provavelmente não vai esquecê-lo, mesmo que muitos de vocês gostariam esquecer". Mary McNamara do Los Angeles Times declarou: "...se desmorona em campo...em mais de uma ocasião" mas também fez notar que é "difícil tirar o olho do show".
A segunda temporada, American Horror Story: Asylum, tem recebido desde o inicio críticas geralmente positivas e marcou 64 de 100 no Metacritic baseado em 21 críticas. James Poniewozik da revista Time declarou: "AHS: Asylum parece ser mais focada, igualmente frenética. Também está maravilhosamente realizada, com uma visão tão detalhada do cenário da instituição  dos anos 60 que você pode sentir o cheiro do ar viciado e do incenso". Maureen Ryan do The Huffington Post disse "É para o crédito dos escritores, diretores e o elenco de Asylum que a dor emocional dos personagens muitas vezes se sente tão real quanto sua incerteza e terror". Verne Gay do Newsday deu para a série uma classe C, declarando que "tem alguns bons efeitos especiais, mas não muito de uma história para pendurá-los". Porém, Linda Stasi do New York Post achou que a temporada foi "exagerada", acrescentando que "eu preciso entrar [em um hospício] por minha conta após duas horas de esta loucura".

### Audiência
| Temporada | Temporada    | Ep. 1 | Ep. 2 | Ep. 3 | Ep. 4 | Ep. 5 | Ep. 6 | Ep. 7 | Ep. 8 | Ep. 9 | Ep. 10 | Ep. 11 | Ep. 12 | Ep. 13 |
| --------- | ------------ | ----- | ----- | ----- | ----- | ----- | ----- | ----- | ----- | ----- | ------ | ------ | ------ | ------ |
|           | Murder House | 3.18  | 2.46  | 2.59  | 2.96  | 2.74  | 2.83  | 3.06  | 2.81  | 2.85  | 2.54   | 2.59   | 3.22   | N/A    |
|           | Asylum       | 3.85  | 3.06  | 2.47  | 2.65  | 2.78  | 1.89  | 2.27  | 2.36  | 2.22  | 2.21   | 2.51   | 2.30   | 2.29   |
|           | Coven        | 5.54  | 4.51  | 3.78  | 3.71  | 3.80  | 4.16  | 4.00  | 4.07  | 3.94  | 3.49   | 3.46   | 3.35   | 4.24   |
|           | Freak Show   | 6.13  | 4.53  | 4.44  | 4.51  | 4.22  | 3.65  | 3.91  | 3.30  | 3.07  | 2.99   | 3.11   | 2.94   | 3.27   |
|           | Hotel        | 5.81  | 4.06  | 3.20  | 3.04  | 2.87  | 2.64  | 2.64  | 2.31  | 2.14  | 1.85   | 1.84   | 2.24   | N/A    |
|           | Roanoke      | 5.14  | 3.27  | 3.08  | 2.83  | 2.82  | 2.48  | 2.62  | 2.20  | 2.43  | 2.45   | N/A    | N/A    | N/A    |
|           | Cult         | 3.93  | 2.38  | 2.25  | 2.13  | 2.20  | 2.15  | 2.07  | 2.06  | 1.48  | 1.82   | 1.97   | N/A    | N/A    |

## Prêmios e indicações
A série tem ganhado nove prêmios de suas trinta e sete indicações (duas das quais continuam pendentes), incluindo dois Prêmios Emmy do Primetime e um Globo de Ouro.